# Паны из Подебрад
Паны из Кунштата и Подебрад (чеш. Páni z Kunštátu a Poděbrad) — чешский аристократический род моравского происхождения, игравший видную политическую роль в истории Чехии XV—XVI веков. Известнейшим представителем этого семейства был чешский король Йиржи из Подебрад (1458—1471), благодаря которому род панов из Подебрад во 2-й половине XV века получил в своё владение Минстерберкское (Зембицкое) и Опавское княжества, а также Кладское графство в Силезии.

## Родовой герб
Гербом панов из Кунштата служил серебряный геральдический щит с тремя горизонтальными чёрными полосами в верхней половине. Позднее в состав их родового герба были включены гербы их феодальных владений в Силезии. В настоящее время их родовой серебряный щит с тремя чёрными полосами в верхней половине изображён на гербе чешских городов Кунштат и Польна.

## История рода
Основателем рода считается моравский дворянин Гергард из Збраслава, бывший в 1236—1240 годах бургграфом Оломоуца. У Герхарда было четыре сына, один из которых, Куна из Збраслава и Кунштата (ум. 1295) основал замок и город Кунштат. Внук Куны Гергард из Кунштата (ум. 1350) служил брненским и зноемским коморником.

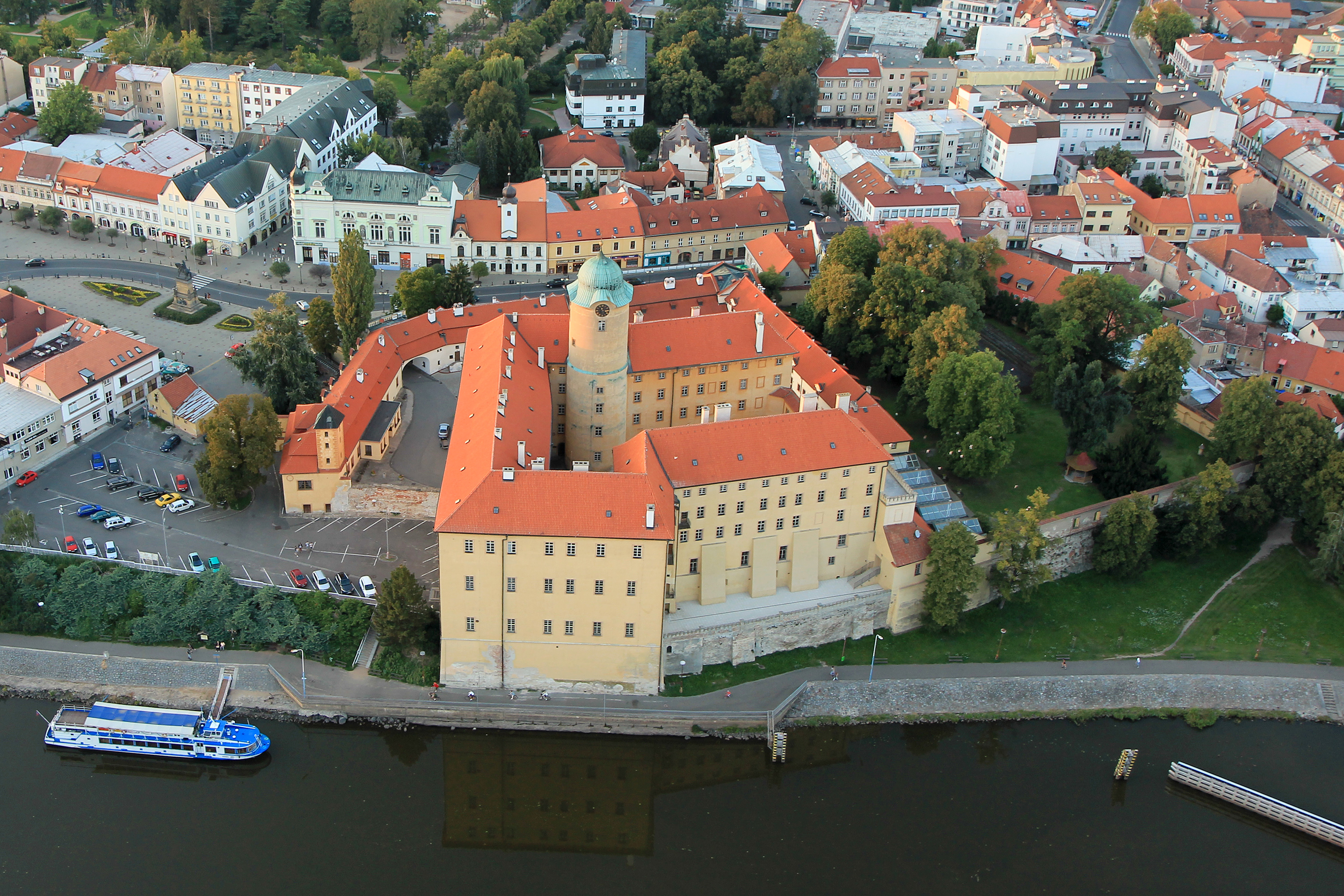
Подебрадский замок — родовое гнездо панов из Кунштата и Подебрад в 1351—1495 годах.

Один из пяти сыновей Гергарда, Бочек I из Подебрад (ум. 1373), был одним из ближайших соратников короля Карела I Люксембургского, благодаря чему существенно увеличил своё благосостояние. В результате брака с Элишкой из Лихтенбурка, Бочек I приобрёл Подебрадское панство, ставшее центром его земельных владений. В 1353 году Бочек стал королевским чашником и в том же году впервые упомянут с предикатом «из Подебрад».

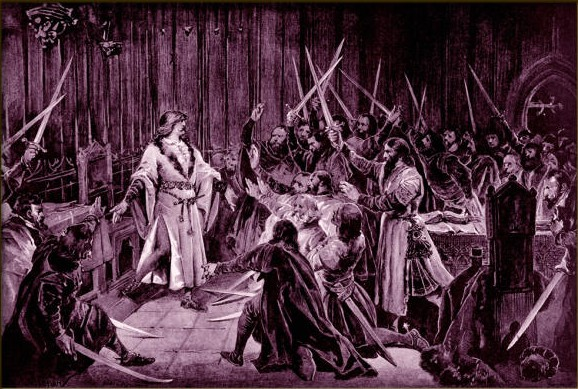
Адольф Либшер. «Избрание Йиржи из Подебрад королём Чехии»

Бочек II из Подебрад (ум. 1417), сын Бочека I, ещё больше расширил родовые владения (помимо прочего, он приобрёл замки Рихмбурк, Литице и Боузов). В 1377—1387 годах Бочек II занимал должность высочайшего коморника королевства, а в 1394 году стал одним из девяти учредителей Панского союза, направленного против политики короля Вацлава IV. В том же году вошёл в состав регентского совета, управлявшего королевством во время пленения короля. В 1415 году Бочек II из Подебрад был одним из панов, приложивших свои печати под посланием против сожжения Яна Гуса.
Внук Бочека II, Йиржи из Подебрад, после гуситских войн примкнул к партии умеренных чашников, которую возглавил в 1444 году в возрасте 24-х лет. Сосредоточив в своих руках фактическую власть в королевстве при малолетнем и к тому же отсутствующем в Чехии короле Ладиславе, Йиржи из Подебрад после его смерти в 1457 году добился своего избрания на чешский престол 2 марта 1458 года.

### Сыновья короля Йиржи из Подебрад

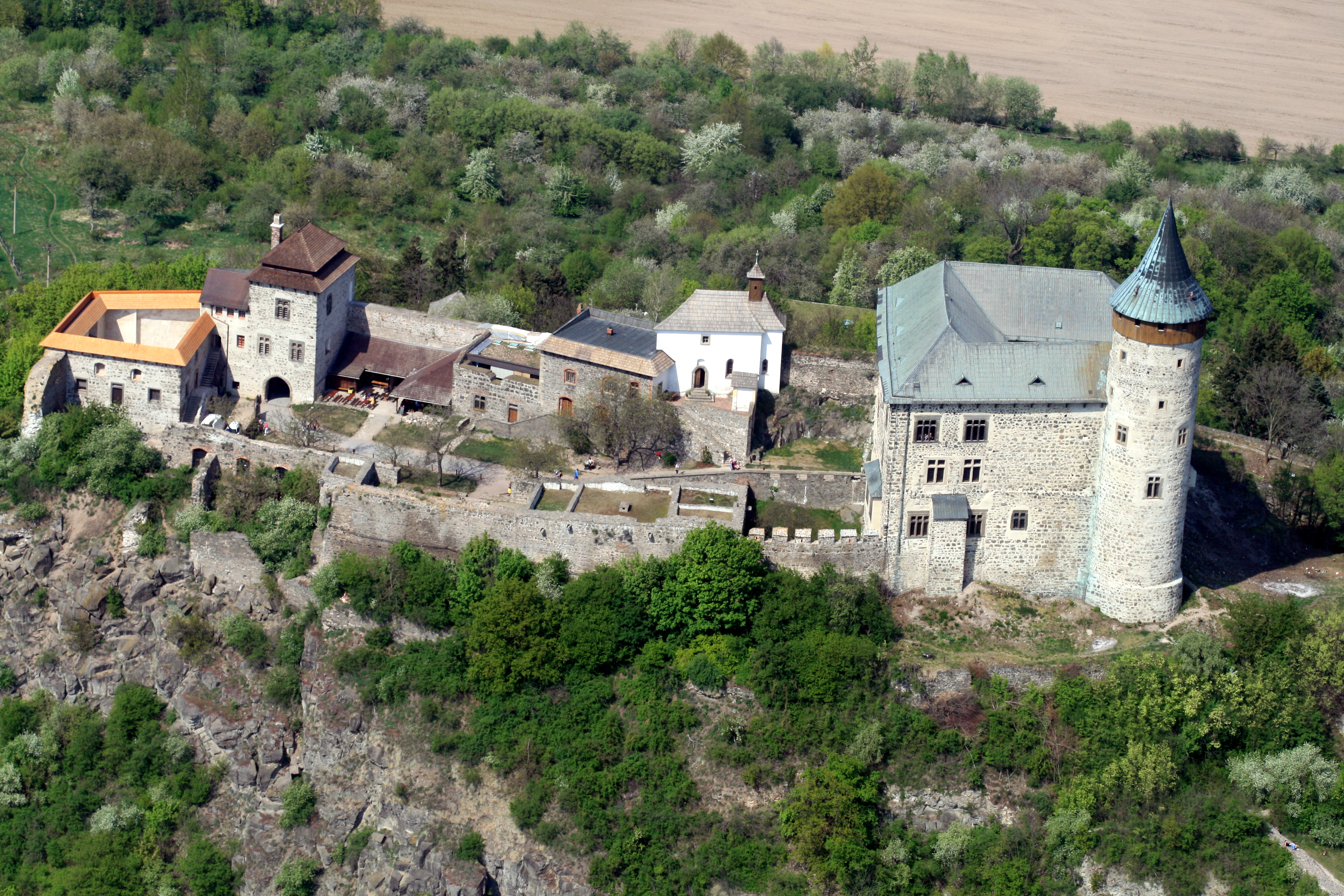
Замок Кунетицка-Гора — одна из резиденций сыновей Йиржи из Подебрад в 1464—1491 годах

После того как Йиржи из Подебрад был избран королём Чехии, он начал распределять свои владения среди сыновей. В 1458 году Йиржи передал старшему сыну Викторину (1443—1500) замок Жацлерж, а в 1464 году купил для него замок Кунетицка-Гора. В 1459 году Йиржи пожаловал ему Кладское графство и Минстерберкское княжество. В 1462 году король Йиржи передал Минстерберкское и Опавское княжества, а также Кладское графство в совместное феодальное владение Викторина и двух младших своих сыновей Йиндржиха I и Гинека.
В 1472 году, через год после смерти короля Йиржи, его сыновья разделили земли, до того бывшие в их совместном владении. Старший из них, Викторин, взял Опавское княжество (которое в 1485 году вынужден был отдать королю Матьяшу Корвину) и колинское панство. После смерти его сына Бартоломея (ум. 1515), видного чешского дипломата, род Викторина из Подебрад пресёкся.
Младший сын короля Йиржи Гинек (или Йиндржих Младший) (1452—1492) получил при разделе родовое панство в Подебрадах и замок Костомлаты на севере Чехии. В 1475 году, после смерти своей матери Иоганны из Рожмиталя, Гинек унаследовал Лихтембурк, Мельник и Теплице. Гинек известен как видный дипломат и литератор. Из законных детей у него родилась лишь дочь Анна. Перед смертью Гинек завещал большинство своих владений брату Йиндржиху Старшему, а замок Костомлаты — своему побочному сыну Фридриху.
Средний сын Йиржи из Подебрад, Йиндржих I Старший (1448—1498), унаследовал Минстерберкское княжество, Кладское графство, панства Франкенштейн, Наход, Гомоле, Кунетицка-Гора (в 1491 году продал его Вилему II из Пернштейна), Ческе-Скалице, Визмбурк, Опатовице, Литице. В 1473 году Йиндржих из практических соображений перешёл в католичество, а в 1478 году основал в Кладско монастырь Святого Георгия (Йиржи) и Войтеха и заложил костёл, которые передал ордену бернардинцев. После смерти своего брата Гинека в 1492 году Йиндржих I унаследовал родовое панство в Подебрадах, которое однако в 1495 году обменял у короля Владислава II Ягеллонского на Олесницкое княжество, стараясь сконцентрировать свои владения в Силезии. В 1497 году продал панство в Находе. Йиндржих I из Подебрад оказался наиболее способным в политическом плане из всех сыновей короля Йиржи, сумевшим сохранить и консолидировать обширные владения Подебрадов в ситуации, когда новые иноземные властители Чехии, Матьяш Хуньяди и Владислав Ягеллон, сражаясь за власть, стремились централизовать управление королевством и, кроме того, увеличить свои личные владения за счет имений наследников Йиржи из Подебрад. Именно потомки Йиндржиха I продолжили род короля Йиржи, составив т. н. минстерберкскую ветвь панов из Подебрад и надолго сосредоточив в своих руках власть над двумя силезскими княжествами — Минстерберкским и Олесницким.

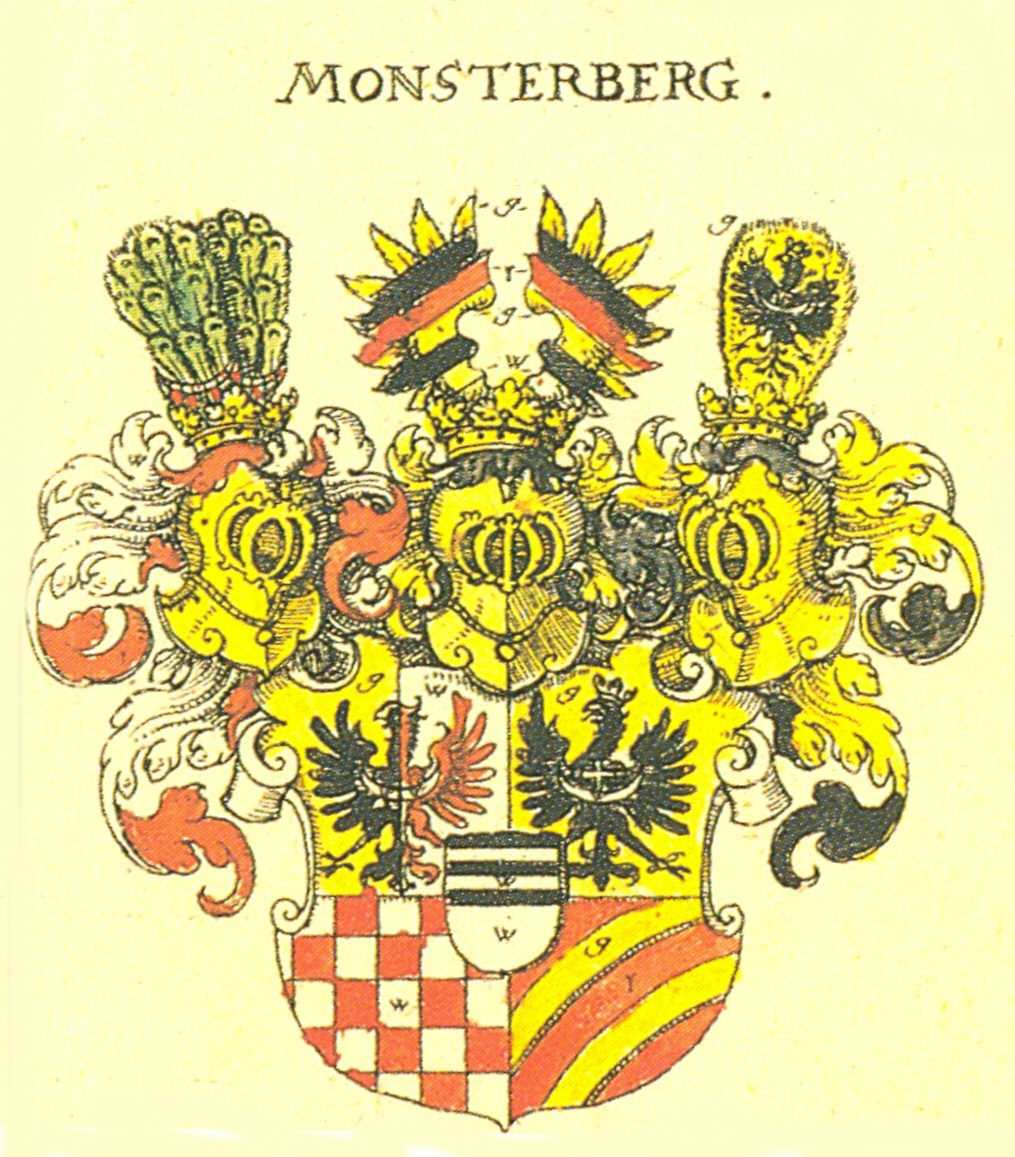
Герб Минстерберкской ветви панов из Подебрад (XVI век)